# 南海日日新聞 (八幡浜市)
南海日日新聞（なんかいにちにちしんぶん）は、愛媛県八幡浜市と伊方町を発行エリアとしていた地域紙。1975年11月1日に創刊し、2008年6月1日に休刊となった。

## 概要
八幡浜市や伊方町は四国電力伊方原子力発電所に近い。南海日日新聞は原発に反対の姿勢を取っていた。メディアにおける人権問題にも重点を置き、事件や事故においては匿名報道を実践した。

## 歴史
1975年11月1日、日刊新愛媛の記者であった斉間満が独立して南海日日新聞を創刊した。創刊当時はタブロイド判2ページで火・木・土の週3回発行し、購読料は月額500円だった。1987年11月にはB4判4ページに変更し、1面には政治、2面には町の話題やスポーツ、4面には連載や県内ニュースを掲載した。
2006年10月には経営者であり編集発行人の斉間が病死。斉間は「俺が死んだら発行を止めてもええんやで」という遺言を残したが、妻の淳子は3人のスタッフとともに経営を継続し、社説「海鳴り」も淳子が担当した。経営者や編集者としては素人の淳子が力の限界を感じると、2008年4月には創刊直後から記者として働いていた近藤誠が事業を引き継いだ。しかしながら近藤が経営を継いですぐ、「生命にかかわる病気」を理由に休刊を発表し、2008年5月いっぱいで休刊となった。休刊時の購読料は月額900円であり、休刊時の公称部数は2,000部だった。